# Нижняя лобная извилина
Нижняя лобная извилина (лат. Gyrus frontalis inferior; англ. Inferior frontal gyrus, IFG) расположена в префронтальной коре головного мозга под нижней лобной бороздой. Делится на оперкулярную, треугольную и орбитальную части.

## Части
Нижняя лобная извилина делится на три макроанатомические части: 
- оперкулярная (покрышечная) часть (лат. pars opercularis) — располагается между нижним концом нижней прецентральной борозды и восходящей ветвью латеральной борозды;
- треугольная часть (лат. pars triangularis) — располагается между восходящей и передней ветвями латеральной борозды;
- орбитальная (глазничная) часть (лат. pars orbitalis) — располагается кпереди от передней ветви латеральной борозды.

Нижняя лобная извилина включает в себя следующие цитоархитектонические поля: 
- Цитоархитектоническое поле Бродмана 44
- Цитоархитектоническое поле Бродмана 45
- Цитоархитектоническое поле Бродмана 47
- Цитоархитектонические поля лобной покрышки[англ.]

Вышеуказанные цитоархитектонические поля примерно соответствуют макроанатомическим частям: цитоархитектоническое поле Бродмана 44 — оперкулярной части, цитоархитектоническое поле Бродмана 45 — треугольной части, цитоархитектоническое поле Бродмана — орбитальной части. Поле Бродмана 44 соответствует центру Брока для доминантного полушария мозга.

## Функции

### Участие в речевой деятельности
Задняя часть левой нижней лобной извилины (англ. left posterior inferior frontal gyrus, pIFG) является частью артикуляционной сети №1, обрабатывающей программу моторного контроля слогов. Артикуляционная сеть содержит три корковых зоны: задняя часть нижней лобной извилины, премоторная кора и передняя островковая доля. Эти зоны взаимосвязаны, но каждая из них реализует специфичные независимые функции по пониманию и воспроизведению речи. Задняя часть левой нижней лобной извилины участвует в фонологической обработке речи.
Левая нижняя лобная извилина играет важную роль в понимании и производстве речи. У людей с повреждениями в центре Брока может развиться моторная афазия Брока, при которой наблюдаются нарушения моторной функции речи. Центр Брока располагается в задней части нижней лобной извилины левого полушария и соответствует цитоархитектоническим полям Бродмана 44 и 45. Поле 44 отвечает за моторное производство речи, тогда как поле 45 отвечает за распознавание семантики слов. Афазия Брока характеризуется тем, что при сохранении относительно хорошего понимания чужой речи, у больного может наблюдаться аграмматичная речь, трудности с произношением слов, плохая артикуляция.
Установлена функциональная связь нижней лобной извилины и зон первичной двигательной коры, регулирующих движения орофациальной области
(моторное производство речи).

### Контроль импульсивных решений и склонность к риску
Правая нижняя лобная извилина принимает участие в работе системы когнитивного контроля, которая, в частности, блокирует автоматические («моторные») реакции. Вероятно, правая нижняя лобная извилина осуществляет ингибирование сигнала неадекватного моторного ответа (англ. motor response). Левая нижняя лобная извилина также участвует в этом процессе. 
Нижняя лобная извилина влияет на предрасположенность к риску: чем выше активность в нижней лобной извилине, тем ниже склонность принимать рискованные решения. Подавление активности данной области методом транскраниальной магнитной стимуляции в экспериментах повышало склонность к риску, а активация данной области методом транскраниальной микрополяризации, напротив, снижала склонность к риску.

### Внутренний диалог
В процессе внутреннего диалога на фМРТ наблюдается активность в зоне левой нижней лобной извилины. Активность зоны также возрастает во время вспоминания автобиографической информации.

### Наблюдение и подражание
Зеркальные нейроны в области нижних лобных извилин участвуют в системе наблюдения за чужими действиями и подражания. Дорсальный отдел оперкулярной части (pars opercularis) нижних лобных извилин активизируется и во время наблюдения за чужими действиями, и во время их имитации, но особенно во время имитации; вентральный отдел оперкулярной части при этом неактивен. Треугольная часть (pars triangularis) нижних лобных извилин активизируется  во время наблюдения за чужими действиями, но не во время их имитации.

### Восприятие музыки
Установлено, что и правая, и левая нижняя лобная извилины вместе с предклиньем (precuneus) активизируются при эмоциональном восприятии музыки. Правая нижняя лобная извилина также участвует в распознавании и обработке гармонической последовательности музыкальных произведений.

## Связь с психическими расстройствами

### Обсессивно-компульсивное расстройство
У пациентов с обсессивно-компульсивным расстройством (ОКР) было обнаружено существенное сокращение фракционной анизотропии в белом веществе обеих нижних лобных извилин, включая все их части — оперкулярную, треугольную и орбитальную. В целом у пациентов с ОКР наблюдаются существенные альтерации структурных связей, вероятно связанные с миелинизацией и аксональными нарушениями в нижних лобных извилинах.

### Биполярное расстройство
У пациентов с биполярным расстройством обнаружено нарушение функциональных связей нижних лобных извилин со структурами мозга, ответственными за эмоциональную регуляцию. Повышенные объём и площадь поверхности правой нижней лобной извилины являются одним из биомаркеров генетической предрасположенности к биполярному расстройству.

### Шизофрения
У больных шизофренией, как и у их здоровых родственников, обнаружен сниженный объём нижних лобных извилин, что может являться генетическим фактором риска возникновения шизофрении. У больных шизофренией наблюдается ослабление функциональных связей «языковой сети», включающей левую нижнюю лобную извилину, левую верхнюю височную борозду / среднюю височную извилину, а также сокращение фракционной анизотропии в белом веществе левой нижней лобной извилины и внутренней капсулы.

## Связь с неврологическими расстройствами

### Бессонница
У пациентов с бессонницей наблюдаются функциональные и структурные нарушения в таламусе и треугольной части нижних лобных извилин. Также у таких пациентов наблюдается нарушение связей между левым таламусом и треугольной частью нижних лобных извилин.

## Дополнительные изображения

Нижние лобные извилины
Нижние лобные извилины
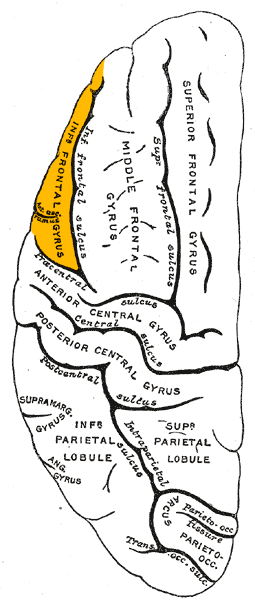
Боковая поверхность левого полушария, вид сверху
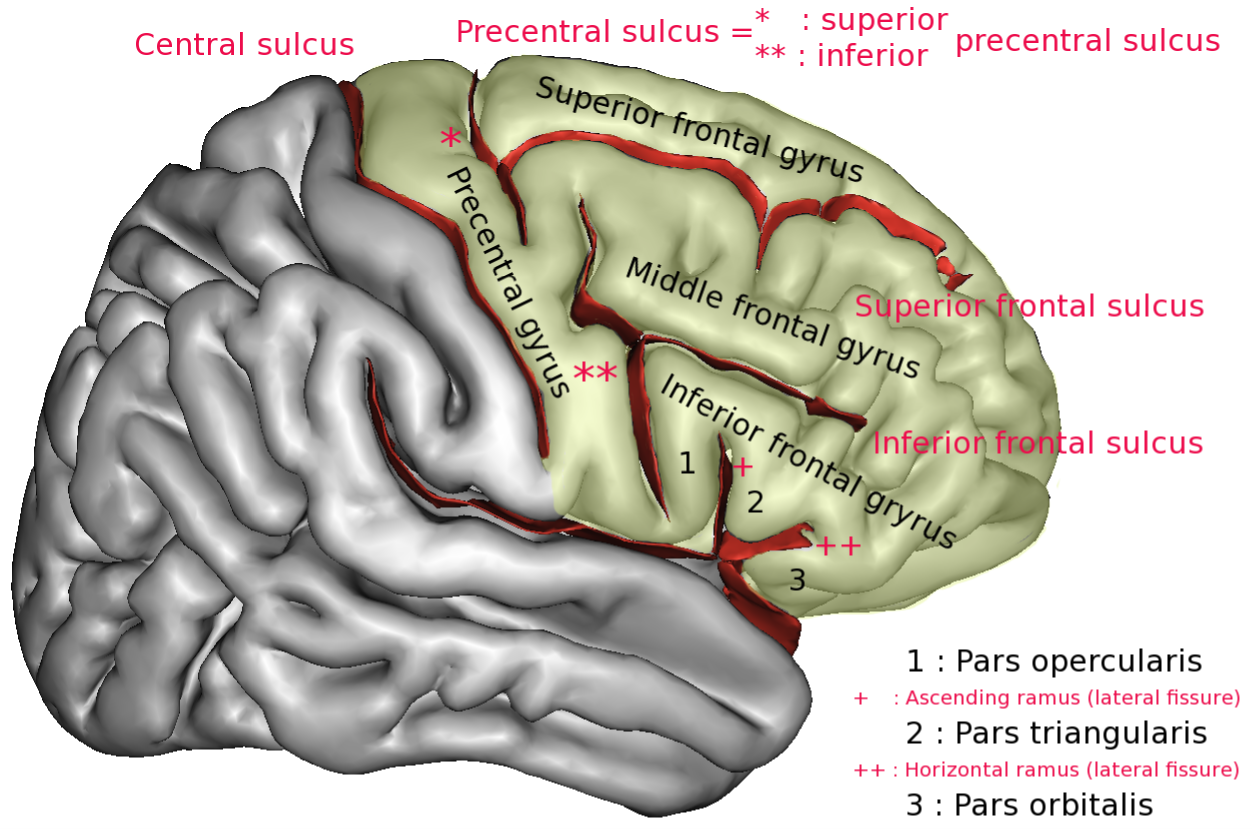
Лобная доля, борозды и извилины
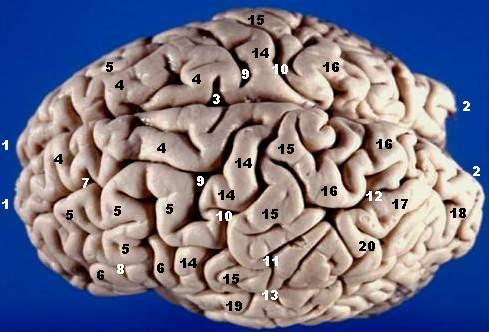
Головной мозг, вид сбоку. Нижняя лобная извилина обозначена цифрой 6
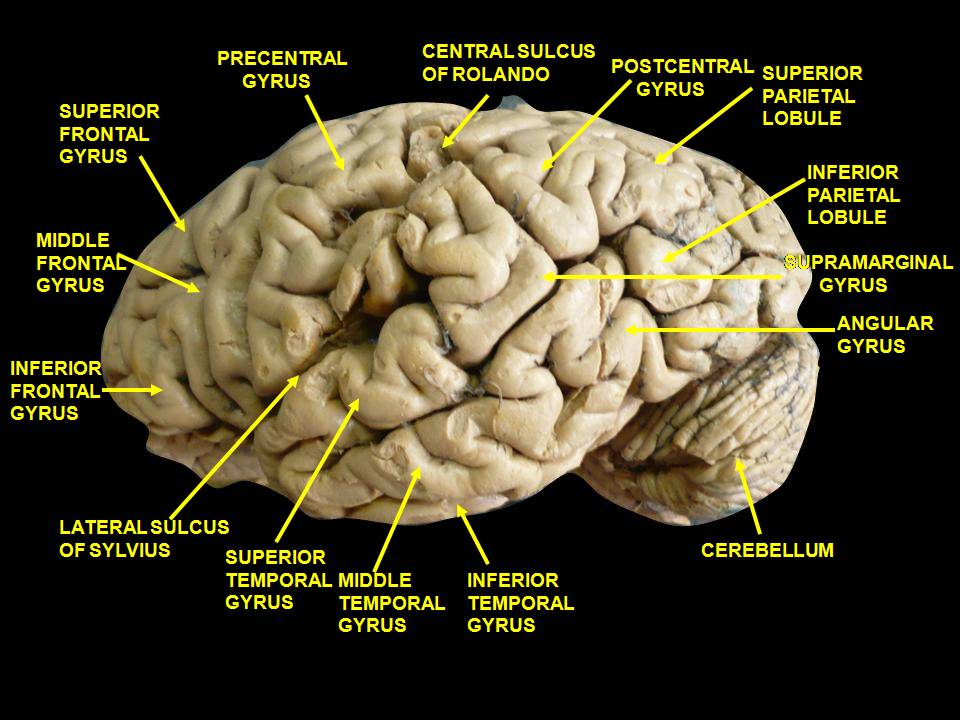
Головной мозг, вид сбоку
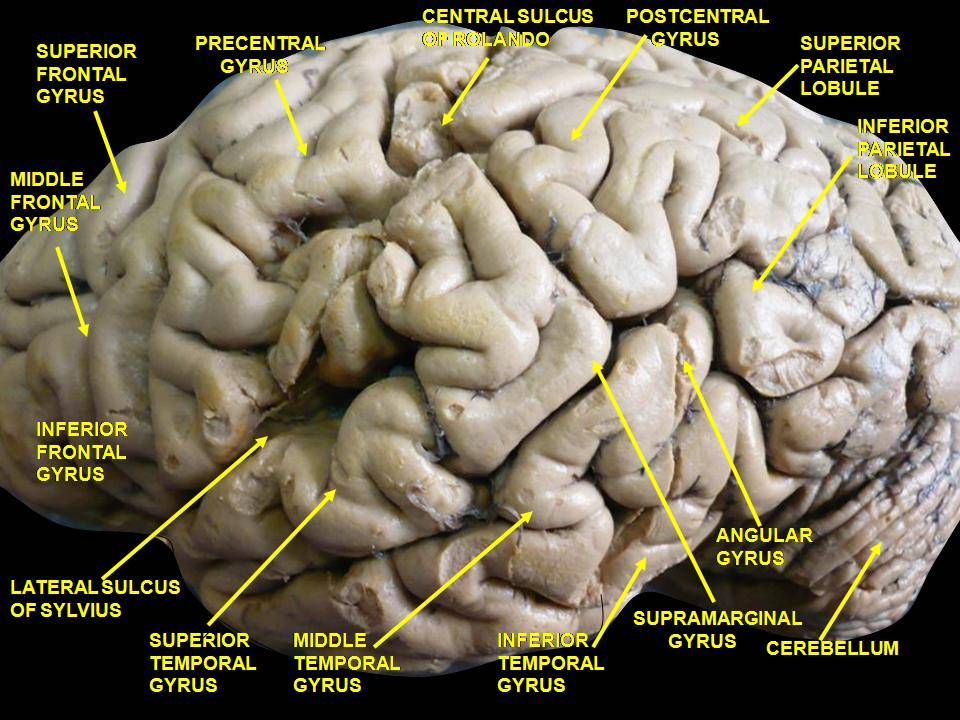
Головной мозг, вид сбоку
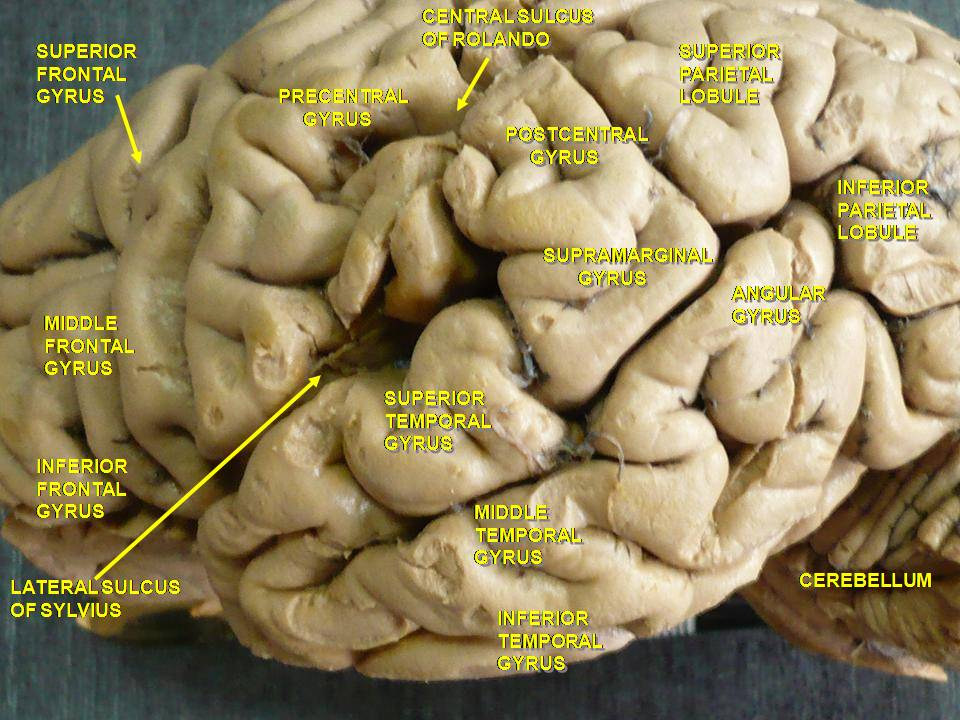
Головной мозг, вид сбоку